# Мария Темрюковна

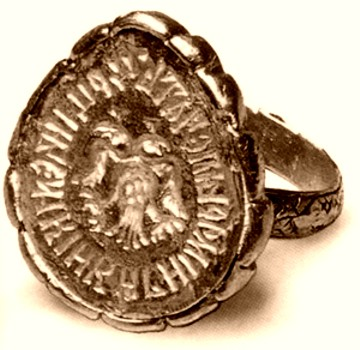
Перстень-печать царицы Марии Темрюковны

Мари́я Темрю́ковна (1545/1546 — 6 сентября 1569), до крещения княжна Кученей (кабард.-черк. Гуэщэней) — русская царица, дочь кабардинского князя Темрюка Идаровича и вторая жена Ивана Грозного.
В былинах — Мария Демрюковна (Добрюковна), Крыльская царица, Крымская поляница.

## Биография

### Свадьба
Через восемь дней после кончины Анастасии «Митрополит, Святители, Бояре торжественно предложили ему искать невесты: законы пристойности были тогда не строги». Иван намеревался жениться на сестре польского короля Екатерине, однако тот потребовал за это Псков, Смоленск и Новгород.
В 1560 году царь послал сватов Ф. В. Вокшерина и С. Мякинина на Кавказ «у Черкаских князей дочерей смотрети». 15 июня 1561 года княжна Кученей, «из черкас пятигорских девица», приехала в Москву вместе с братом Салтанкулом (в крещении Михаилом). Им отвели хоромы вблизи Кремля. Вскоре, царь «княжне Черкасской велел быть на своём дворе, смотрел её и полюбил».

«Господине Теврюге! Аще сицевая доброта дщери твоея, а нашия великия государыни Марии Теврюговны, то государю нашему царю и великому князю Ивану Васильевичу любима будетъ, а нас онъ, государь, за сие великое дѣло жаловать станетъ, а сия дщерь твоя с нимъ, государемь, царствовать въ велицѣй славе станетъ».

6 июля в дворцовом Благовещенском соборе собравшимся боярам и духовенству объявили, что Кученей готовится к обряду крещения и будет наречена Марией — во имя святой Марии Магдалины. В тот же день царь назвал её своей невестой и по древнему русскому ритуалу вручил своей суженой кольцо и платок, унизанный жемчугом. Афанасий, ещё будучи протопопом, оглашал её перед крещением. 20 июля она была крещена под именем «Мария» митрополитом Макарием. После завершения обряда крещения Иван Васильевич по обычаю преподнёс Марии золотой крест-складень, а царевичи Иван и Фёдор вручили ей кресты, украшенные бриллиантами и жемчугом, среди них был также чёрный бриллиант «Yasmand» (рус. Ясманд)

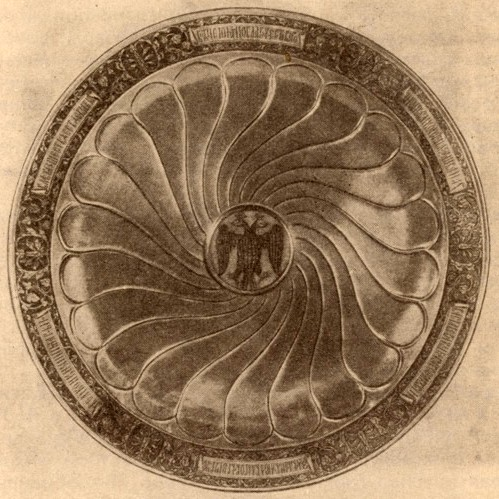
Блюдо Марии Темрюковны. Среди орнамента расположено шесть клейм с надписью: «Божиею милостїю благочестиваго царя і велікого княза Ивана Васїльевича государя всеа Русїи зделано блюдо благоверної царице велїкои кнагинї Мареи в лето 7000 шестьдесять деватого».
В настоящее время в Оружейной палате (зал 1, витрина 5).

21 августа состоялось венчание в Успенском соборе. Молодых венчал митрополит Макарий. Видимо, свадебным подарком было блюдо из Оружейной палаты (диаметр — 42,3 см, вес — почти 3 кг), декорированное чернью, на котором, вероятно, ей поднесли свадебный головной убор. Изготовленное из трёхкилограммового куска золота свадебное блюдо Марии Темрюковны считается одним из шедевров, сделанных русскими мастерами золотого дела.
Брак Ивана, заключённый вскоре после кончины его первой жены Анастасии Романовны, привёл к возвышению родственников Марии — князей Черкасских, в дальнейшем игравших большую роль в русской истории. Один из её племянников — Хорошай-мурза, во св. крещении Борис Камбулатович, был женат на родной сестре патриарха Филарета Никитича, Марфе.
Английский дипломат Джером Горсей писал: «После этого (смерти Анастасии) он (Иван) женился на одной из черкесских княжен, от которой, насколько известно, у него не было потомства. Обряды и празднества, сопровождавшие эту женитьбу, были столь странными и языческими, что трудно поверить, что всё это происходило в действительности».

### Жизнь в браке
Единственный её ребёнок, о котором известно — царевич Василий Иванович — умер в двухмесячном возрасте в мае 1563, погребён, по-видимому, в Архангельском соборе, но его надгробие не сохранилось.
В 1562 году и в другие годы сопровождала царя в объезде по монастырям. В июле 1563 года ездила из Александровой слободы с царевичем Иваном Ивановичем на богомолье в Суздаль, а оттуда в Ростов.
В русской истории традиционно принято придавать образу Марии Темрюковны негативные черты и считать её отрицательным персонажем в жизни Ивана Грозного, дурно повлиявшим на его характер. Некоторые современники обвиняли «злонравную» Марию в «порче нрава» царя и переходе к террору.

Второй брак Иоаннов не имел счастливых действий первого. Мария, одною красотою пленив супруга, не заменила Анастасии ни для его сердца, ни для Государства, которое уже не могло с мыслию о Царице соединять мысль о Царской добродетели. Современники пишут, что сия Княжна Черкесская, дикая нравом, жестокая душою, ещё более утверждала Иоанна в злых склонностях, не умев сохранить и любви его, скоро простывшей: ибо он уже вкусил опасную прелесть непостоянства и не знал стыда. Равнодушный к Марии, Иоанн помнил Анастасию, и ещё лет семь, в память её, наделял богатою милостынею святые монастыри Афонские.
В одном из источников она называется «на злые дела падущая». В другом — хронографе «О браках царя Иоанна Васильевича» — сказано: «В лето 7069 августа 21 обрачился царь вторично на Марии Черкасской Горской… туги нравные и зело лютые…» (крутой нравом и очень злой). Генрих Штаден пишет, что именно она подала ему совет о создании опричнины:
Некоторые [из прежних великих князей] заводили было опричные порядки, но из этого ничего не выходило. Также повелось и при нынешнем великом князе, пока не взял он себе в жёны княжну, дочь князя Михаила Темрюковича из Черкасской земли. Она-то и подала великому князю совет, чтобы отобрал он для себя из своего народа 500 стрелков и щедро пожаловал их одеждой и деньгами и чтобы повседневно и днём, и ночью они ездили за ним и охраняли его. С этого и начал великий князь Иван Васильевич всея Руси и отобрал из своего народа, а также и из иноземцев особый избранный отряд. И так устроил опричных и земских.

Царь Иван сударь Васильевич,

Содержатель он всей Руси,

Сберегатель каценной Москвы,

При блаженной его памяти,

Поизволил царь женитися:

Он берёт не у нас в Москве,

Он берёт в иной земле,

У того-ли Темрюка-Мастрюка,

Молодого Черкешинина,

Toe малую сестру.

Да свет Марию Темрюковну,

Он и много приданого берёт:

Двести татаринов,

Полтараста бояринов

И семь сот Донских казаков.

Что ни лучших добрых молодцов.
Он же пишет, говоря об отце царицы Темрюке, что «великий князь бесчестно обошёлся с его дочерью». Комментаторы замечают по поводу этой фразы, что с известием Штадена о «бесчестии» царя в отношении жены перекликаются сообщения Пискаревского летописца: «а тогда же опоил царицу Марью Черкаскову», и Горсея: «тем временем он отдалил свою черкесскую жену, постриг её в монахини и поместил в монастырь» (что не является достоверным, видимо тут её путают с одной из следующих жён).

### Смерть
Мария Темрюковна умерла 6 сентября 1569 года в Александровой слободе после возвращения из длительного путешествия в Вологду. Как часто указывают, в новогоднюю ночь 1 сентября 1569 года под утро она скончалась. Но, судя по надгробной эпитафии, она умерла «6 сентября 1569 г. в седьмом часу ночи, то есть в переводе на современный суточный счёт часов — незадолго до полуночи. Встречающаяся в историографии дата 1 сентября, которая восходит к Н. М. Карамзину, по всей видимости, ошибочна, поскольку Карамзин ссылается на надгробную надпись с более позднего надгробного памятника, установленного над могилой Марии (надписи XIX века на надгробиях великокняжеского и царского рода в Архангельском соборе содержат ошибки по сравнению с эпитафиями XVII в. на тех же надгробиях)».
Как и после смерти Анастасии, Иван подозревал бояр в том, что они её «извели», утверждая, что она «злокозньством отравлена бысть».
И тако поживе царь Иван Васильевич с царицею своею Марьею 8 год и месяц 6. И окормлена бысть от изменников отравою от столника Василия Хомутова с товарыщи, их же царь Иван Васильевич злой смерти предади: в котле свари…
В полдень[когда?]  Михаил Темрюкович, Алексей и Фёдор Басмановы, Афанасий Вяземский, Борис Годунов, Глинский, Милославский и Вельский вынесли из царских покоев покрытый шёлковыми материями гроб с телом Марии и установили его на погребальный возок. Траурный кортеж двинулся в Москву.
Мария Темрюковна была похоронена в Вознесенском соборе кремлёвского Вознесенского монастыря у западной стены храма рядом с царицей Анастасией Романовной (слева от её захоронения).

«1 Сентября 1569 года скончалась супруга Иоаннова, Мария, едва ли искренно оплаканная и самим Царём, хотя для соблюдения пристойности вся Россия долженствовала явить образ глубокой печали: дела остановились; Бояре, Дворяне, Приказные люди надели смиренное платье, или траур (шубы бархатные и камчатные без золота), во всех городах служили панихиды; давали милостыню нищим, вклады в монастыри и в церкви; показывали горесть лицемерную, скрывая истинную, общую, производимую свирепством Иоанна, который чрез десять дней уже мог спокойно принимать иноземных Послов во дворце Московском, но спешил выехать из столицы, чтобы в страшном уединении Александровской Слободы вымыслить новые измены и казни. Кончина двух супруг его, столь несходных в душевных свойствах, имела следствия равно несчастные: Анастасия взяла с собою добродетель Иоаннову; казалось, что Мария завещала ему превзойти самого себя в лютых убийствах. Распустив слух, что Мария, подобно Анастасии, была отравлена тайными злодеями, он приготовил тем Россию к ужаснейшим исступлениям своей ярости».
Духовная грамота царя Ивана Васильевича (июнь-август 1572 г.) упоминает покойных Марию Темрюковну и следующую жену Марфу Собакину с просьбой царевичам Ивану и Фёдору поминать их: «А что, по грехом, жон моих, Марьи да Марфы, не стало, и вы б жон моих, Марью да Марфу, а свои благодатныя матери [Анастасию Романовну], поминали во всём по тому, как аз уставил, и поминали бы есте их со всеми своими родители незабвенно».

### Захоронение
Местом её погребения был Вознесенский монастырь (Москва). В настоящее время (с 1929 года) её гробница в подклети Архангельского собора Кремля.
В 1929 году все гробницы из назначенного к сносу Вознесенского собора были перенесены сотрудниками кремлёвского музея в подвальную палату Архангельского собора, где они находятся и по сей день. При вскрытии захоронения Марии Темрюковны был обнаружен скелет, завёрнутый в саван. «Ткань савана, по определению В. К. Клейн (тогдашний заместитель директора Оружейной палаты по научной работе), итальянская камка XVI века, хорошей сохранности на внешних частях. У левого плеча найден восточный сосудик — медная сулейка. Бок её со стороны плеча проржавел и утрачен. Сосуд изъят из гробницы». Хорошо сохранился головной убор царицы — волосник, обнаруженный кремлёвскими археологами под руководством Т. Д. Пановой при исследовании захоронений бывшего Вознесенского монастыря в 1984 году. Череп её плохо сохранился, поэтому восстановить скульптурный портрет невозможно.

## В культуре

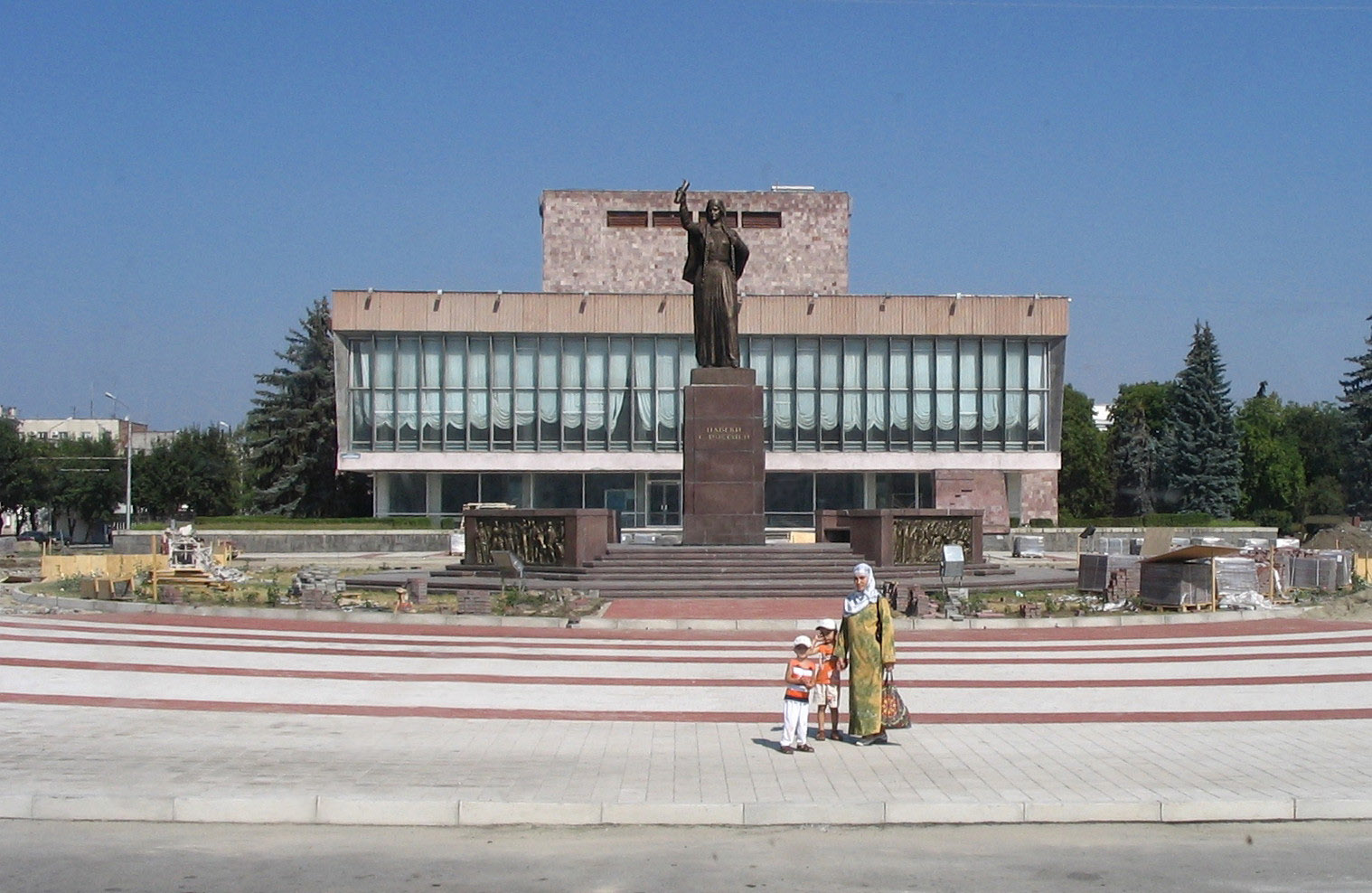
Памятник в Нальчике

- В книге Б. М. Соколова «Шурин Грозного, удалой борец Мамстрюк Темгрюкович». Спб., 1913 (по поводу книги С. К. Шамбинаго «Песни-памфлеты XVI в.») даются песни о царской женитьбе, связанные с именем Ивана Грозного, Марии Темрюковны и шурина любимого Мамстрюка (Кострюка) Темрюковича, в некоторых пересказах присоединяются к песням о кончине первой жены Грозного, Анастасии (в песнях Софии) Романовны и её завещаний Грозному: «не жениться в матушке проклятой Литве на Марии Темрюковне»[12].
- В пьесе А. Н. Толстого «Орёл и орлица» (ставилась в Малом театре).
- Роман-поэма «Гуащэнэ» (2005) на кабардинском языке современной поэтессы Любы Балаговой.
- Роман немецкого писателя Хайнца Конзалика «Лейб-медик Царицы» (Der Leibarzt der Zarin).
- Фильм Павла Лунгина «Царь» (2009) — актриса Рамиля Искандер.
- В 16-серийном телесериале «Иван Грозный» (2009), актриса — Светлана Мамрешева.
- В центре города Нальчика возле Музыкального театра ей поставлен памятник с надписью на постаменте: «Навеки с Россией», открытый в 1957 году в честь 400-летия добровольного вхождения Кабарды в состав России.
- В 1867 году французский композитор Жорж Бизе написал оперу «Иван IV», в которой вольно трактовал знакомство и свадьбу Ивана Грозного с Марией Темрюковной.
- В телесериале «Грозный» (2020) ее сыграла Милена Радулович.